# Videnskabelig litteratur
Videnskabelig litteratur består af videnskabelige publikationer, der beskriver original empirisk og teoretisk arbejde inden for naturvidenskab og samfundsvidenskab og inden for et akademisk felt, ofte forkortet som litteraturen. Akademisk udgivelsesvirksomhed er en proces, hvor man bidrage med ens forskning via litteratur, som ofte kræver et peer-review, hvor andre forskere og eksperter vurdere forskningens validitet.
Original forskning med den naturvidenskabelig metode, som bliver udgivet for første gang i et videnskabeligt tidsskrift, kaldes for primærlitteratur. Patenter og tekniske rapporter om mindre forskningsresultater, ingiørbedrifter og design (inklusive computersoftware), kan også blive betragtet som primærlitteratur. Sekundærkilder inkluder artikler, der gennemgår anden forskning og opsummerer tidligere publicerede resultater for at fremhæve udvikling eller ny tendenser inden for forskningen, også kaldet review-artikler, og bøger (om store projekter eller bredere emner, inklusive artikelsamlinger). tertiæere kilder kan inkluderer encyklopædier og lignende værker, der har en bredere offentlig profil.
Videnskabelig litteratur kan inkluderer følgende typer publikationer:
- Videnskabelige artikler udgivet i videnskabelige tidsskrifter
- Patenter specialiseret inden for naturvidenskab og teknologi (eksempel vis biologisk patent eller kemisk patent)
- Bøger skrevet om en eller et mindre antal forfattere om et videnskabeligt emne
- Redigerede værker, hvor hvert kapitel bliver skrevet af forskellige forfattere eller grupper af forfattere, mens redaktøren er ansvarlig for at afgøre målet med projektet, afviklingen og konsistensen i stil og indhold
- Præsentationer ved akademiske konference, særligt dem, som bliver organiseret af akademiske selskaber
- Regeringsrapporter om eksempelvis retsvidenskab udført af et regeringsorgan som National Transportation Safety Board
- Videnskabelige publikationer på internettet
- Bøger, tekniske rapporter, pamfletter og lignende, som er udgivet af individuelle forskere eller forskningsorganisation på deres ejet initiativ. Nogle gange bliver disse organiseret i serier af udgivelser.